# Linepithema tsachila
Linepithema tsachila es una especie de hormiga del género Linepithema, subfamilia Dolichoderinae. Fue descrita científicamente por Wild en 2007.
Se distribuye por Colombia y Ecuador. Se ha encontrado a elevaciones de hasta 2000 metros. Vive en microhábitats como la hojarasca, nidos y debajo de rocas.